# Jan Nepomuk Assmann
Jan Nepomuk Assmann (20. května 1956 Praha – 28. července 2013 Praha) byl český historik umění, starožitník, muzejní kurátor a publicista.

## Životopis
Jan Nepomuk Assmann v letech 1976–1981 vystudoval dějiny umění na Filozofické fakultě Masarykovy univerzity v Brně a v letech 1990–1992 dvouleté postgraduální studium moderního umění (Kuratorenlehrgang) pod vedením Dr. Dietera Bognera na univerzitě Ch. Dörreka v Krems an der Donau a ve Vídni. Do roku 1997 pracoval jako kurátor Sbírky staré grafiky Národní galerie v paláci Kinských v Praze, kde se specializoval na portrétní miniatury, poté byl starožitníkem, soudním znalcem a odborným poradcem starožitnictví a aukčních síní. V letech 2001 až 2009 pracoval jako kurátor malby, grafiky a plastiky v Muzeu hl. města Prahy. Aktivně ovládal šest cizích jazyků (perfektně uměl německy, dobře anglicky, částečně francouzsky, italsky, latinsky a rusky). Byl specialistou na malbu, grafiku a portrétní miniaturu a popularizátorem oboru. V devadesátých letech byl pozván na mezinárodní kongres o holandském malířství 17. a 18. století, kde společně s dr.Jaromírem Šípem jako jediní odborníci z České republiky přednesli rozsáhlý příspěvek. Společně s dr.Šípem publikoval též statě o holandském malířství v německém tisku. Především byl znám jako velmi společenský člověk, bonviván vyhlášený svými styky s rakouskou a německou šlechtou. Zajímal se o rodokmeny šlechty, ale také o současné umělce. Z jeho přátelství s malířem Karlem Laštovkou vzešla monografie o jeho portrétní malbě a lidském profilu Tajemství Karla Laštovky(2004).
Psal články do uměleckých časopisů, pořádal přednášky a mediální pořady, externě přednášel na filozofické fakultě v Praze, prováděl při exkurzích na českých zámcích a pro Galerii hl. m. Prahy. Z jeho přátelství s Yvonne Přenosilovou vzešla tvůrčí spolupráce na Rádiu Regina a společná publikace. Jeho bratrancem je Petr Mašek.